# Gottfried Fleischmann
Gottfried Fleischmann (* 23. Februar 1777 in Erlangen; † 22. August 1850 ebenda) war ein deutscher Mediziner und Hochschullehrer.

## Leben
Gottfried Fleischmann war der Sohn eines Arztes.
Er studierte an der Universität Erlangen Medizin und hörte Vorlesungen bei Georg Friedrich Hildebrandt, Friedrich von Wendt und Friedrich Heinrich Loschge (1755–1840); 1800 promovierte er zum Dr. med.
1804 erhielt er die Stelle des Prosektors am anatomischen Theater und habilitierte sich 1810 an der Universität Erlangen zum Privatdozenten. 1818 erfolgte seine Ernennung zum außerordentlichen und 1824 zum ordentlichen Professor der Anatomie und Physiologie sowie zum Direktor des anatomischen Institutes.
Er blieb zeit seines Lebens unverheiratet.

## Wissenschaftliches Wirken
Gottfried Fleischmann veröffentlichte verschiedene Schriften zur normalen Anatomie und Entwicklungsgeschichte sowie 1820 zur pathologischen Anatomie, über die er auch habilitiert hatte. Er veröffentlichte eine Sammlung von 96 Leichenöffnungen und sein Kompendium Anleitung zur forensischen und polizeilichen Untersuchung der Menschen- und Thierleichen behandelte die anatomische Seite der forensischen Medizin. In der Zeitschrift für die Staatsarzneikunde von Adolph Henke veröffentlichte er eine Arbeit über die Strangulation. Im 2. Band des von Johann Friedrich Meckel redigierten Deutschen Archives für Physiologie wird er auch als Mitherausgeber genannt.

## Mitgliedschaften
Gottfried Fleischmann wurde 1820 Mitglied der Deutschen Akademie der Naturforscher Leopoldina.

## Auszeichnungen
Anlässlich seines fünfzigjährigen Doktorjubiläums am 21. Juni 1850 erhielt er vom König den St. Michaels-Orden.

## Schriften (Auswahl)
- Historia pestis bovillae. Erlangen 1801.
- Geschichte der Rindviehpest und der Heilung derselben. Nürnberg 1803.
- De vitiis congenitis circa thoracem et abdomen. Erlangen 1810.
- Anleitung zur forensischen und polizeilichen Untersuchung der Menschen- und Thierleichen. Erlangen 1811.
- Leichenöffnungen. Erlangen 1815.
- De chondrogenesi asperae arteriae et de situ oesophagi abnormi nonnulla : c. tab. aen. II. Erlangen 1820.
- Ueber die verschiedenen Todesarten der Strangulierten. In: Zeitschrift für die Staatsarzneikunde. Erlangen 1822. S. 310 f.
- Geschichtlicher Ueberblick der Koenigl. anatomischen Anstalt zu Erlangen: von Errichtung der Universität bis auf gegenwärtige Zeit. Erlangen 1830.